# Hitoshi Ashida
Hitoshi Ashida (芦田均 Ashida Hitoshi?, Fukuchiyama, Kioto, 15 de noviembre de 1887 – Tokio, 20 de junio de 1959) fue un político japonés que fungió como el primer ministro entre el 10 de marzo y el 15 de octubre de 1948. Fue una figura prominente en el escenario político de la posguerra, pero fue forzado a renunciar sus responsabilidades como líder, tras un escándalo de corrupción que implicaba a dos ministros de su gabinete.

## Biografía

### Primeros años
Nació en la localidad de Fukuchiyama, en Kioto, y estudió ley civil francesa en la Universidad Imperial de Tokio. Al graduarse, trabajó en el Ministerio de Asuntos Exteriores por veinte años.
En 1932, se inició exitosamente en la política al ganar un escaño en la Cámara de Representantes como miembro del partido Rikken Seiyūkai. Se alió con el ala “ortodoxa” de Ichirō Hatoyama, tras la división del Seiyukai en 1939.
Tras la Segunda Guerra Mundial, ganó un escaño en la Dieta de Japón como miembro del Partido Liberal, que se unió con el Partido Progresista de Kijuro Shidehara y acabaría formando el Partido Democrático. Ashida fue elegido presidente del nuevo partido y fue nombrado ministro de Asuntos Exteriores en 1947, en el gobierno del Primer ministro socialista Tetsu Katayama.

### Primer ministro y vida posterior
Asumió el cargo de primer ministro en 1948, bajo un gobierno de coalición de demócratas y socialistas. Durante su período al frente del gobierno nipón, Ashida hizo una enmienda al artículo 9 de la Constitución japonesa, lo cual sería un elemento clave que posteriormente permitiría la creación de las Fuerzas de Autodefensa de Japón. No obstante, su gobierno terminó a los siete meses de haberse formado, al descubrirse que dos ministros de su gabinete fueron acusados de corrupción en el escándalo de Showa Electric, y no tuvo más opción que la renuncia del gabinete.
Diez años después, fue absuelto de todos los cargos en relación con el incidente. Falleció un año después.